# Saint-Aquilin
Saint-Aquilin is een gemeente in het Franse departement Dordogne (regio Nouvelle-Aquitaine) en telt 450 inwoners (1999). De plaats maakt deel uit van het arrondissement Périgueux.

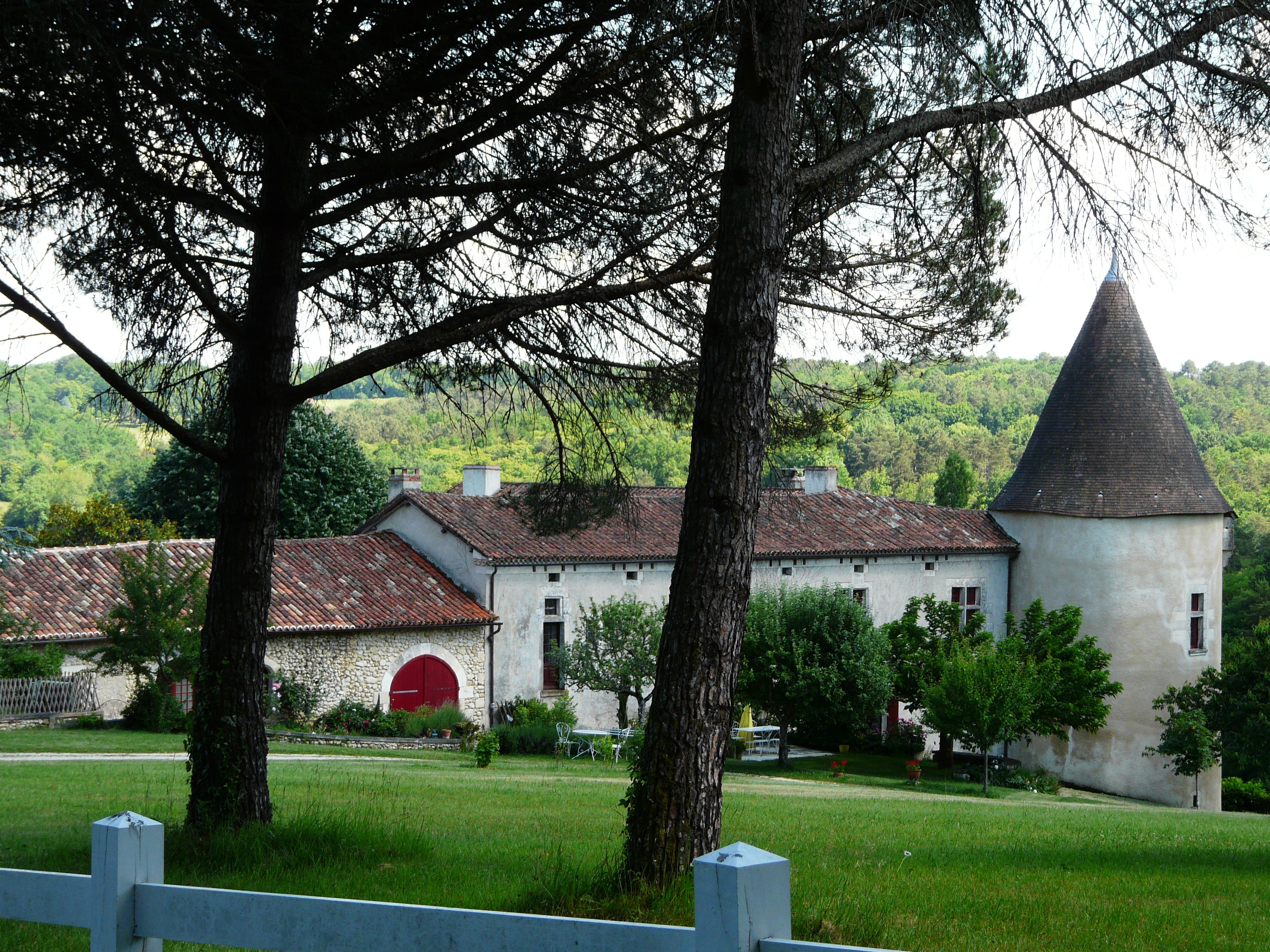
Saint-Aquilin
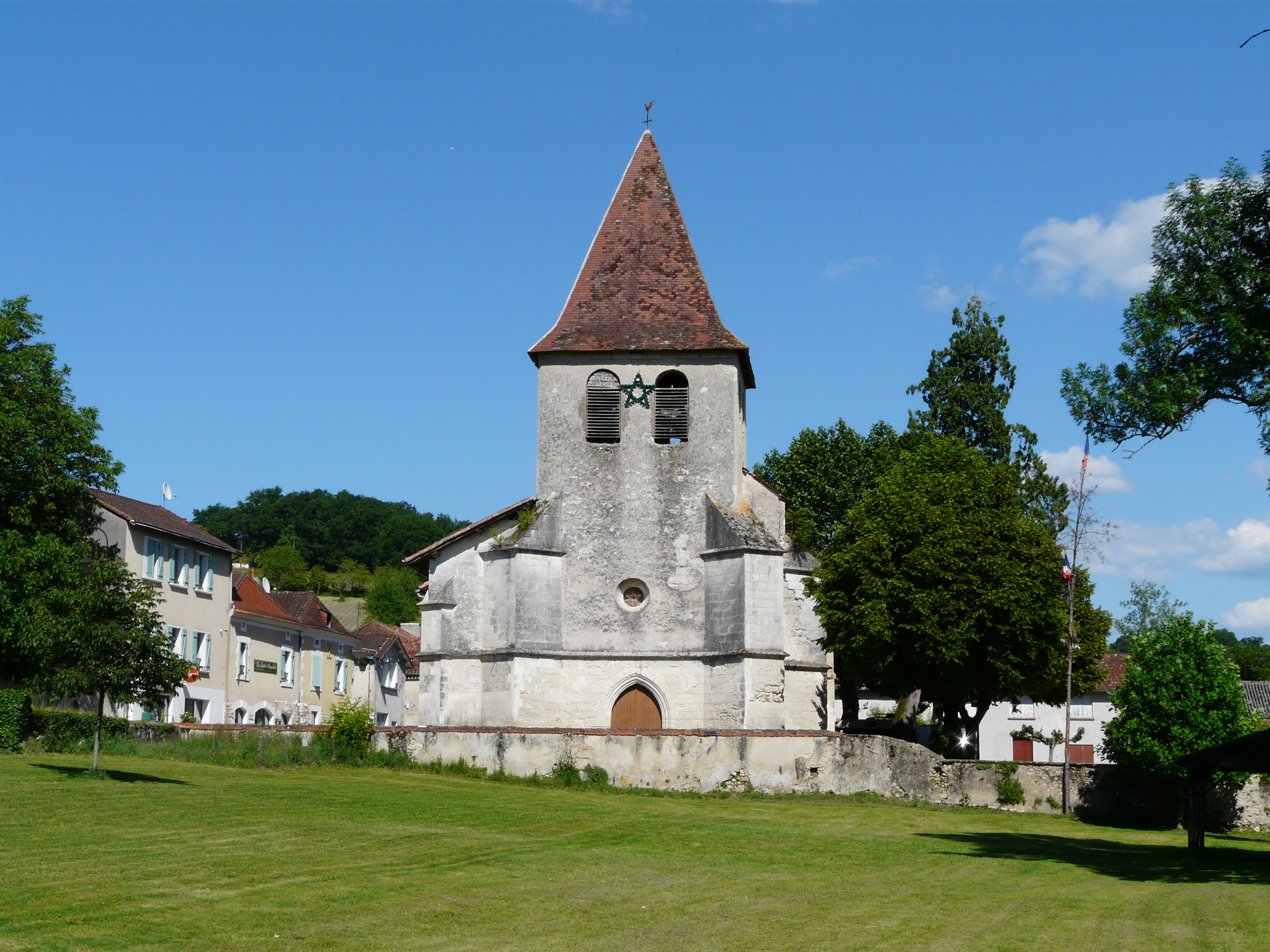
Kerk van Saint-Aquilin
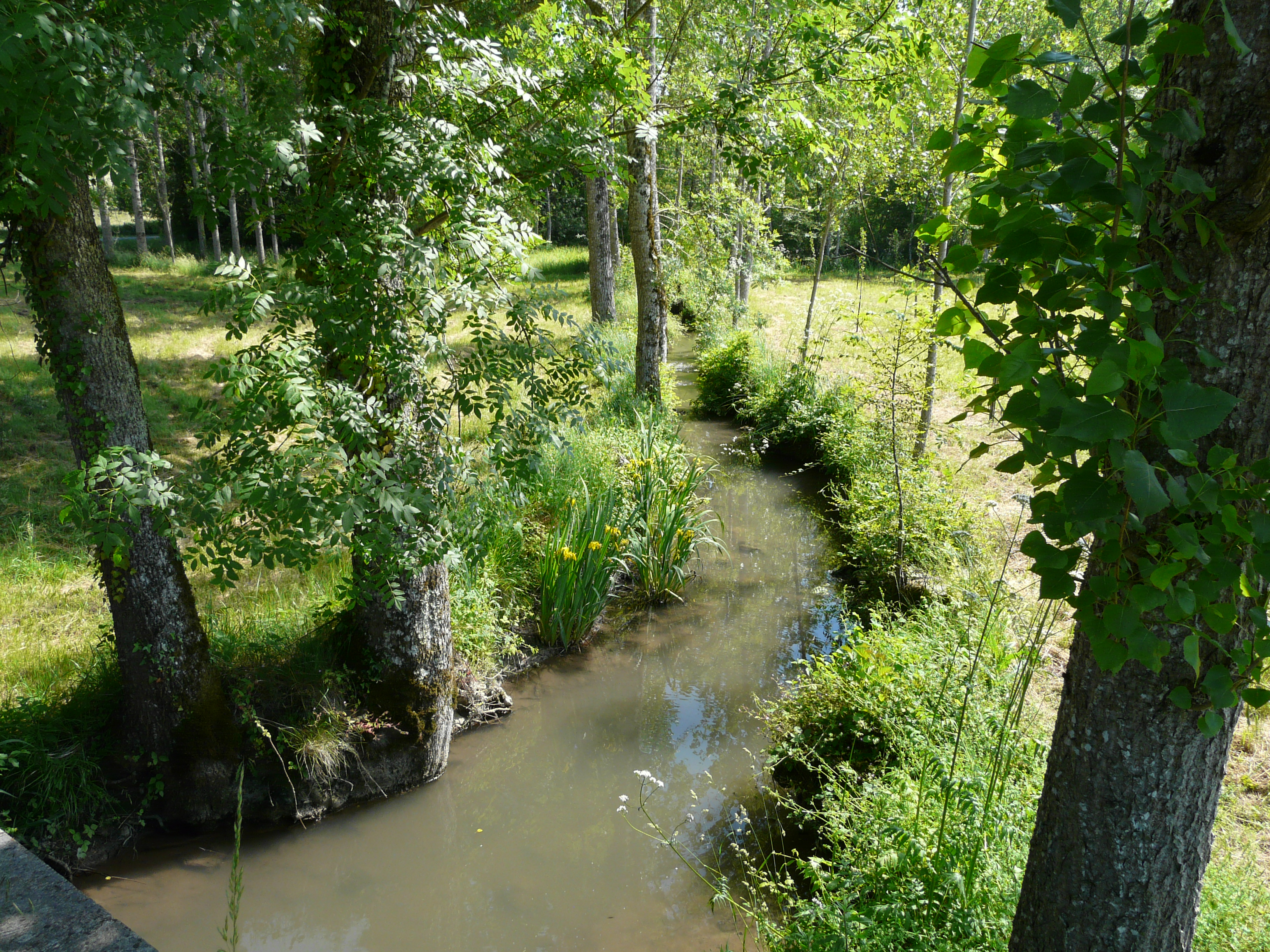
De Salembre

## Geografie
De oppervlakte van Saint-Aquilin bedraagt 22,8 km², de bevolkingsdichtheid is 19,7 inwoners per km².
De onderstaande kaart toont de ligging van Saint-Aquilin met de belangrijkste infrastructuur en aangrenzende gemeenten.

## Demografie
Onderstaande figuur toont het verloop van het inwonertal (bron: INSEE-tellingen).

## Geboren
Alain de Solminihac (1593-1659) werd geboren in het kasteel van Belet. Deze augustijner abt en bisschop van Cahors werd in 1981 zaligverklaard.